# Naturschutzgebiet Bilstein/Rosenberg

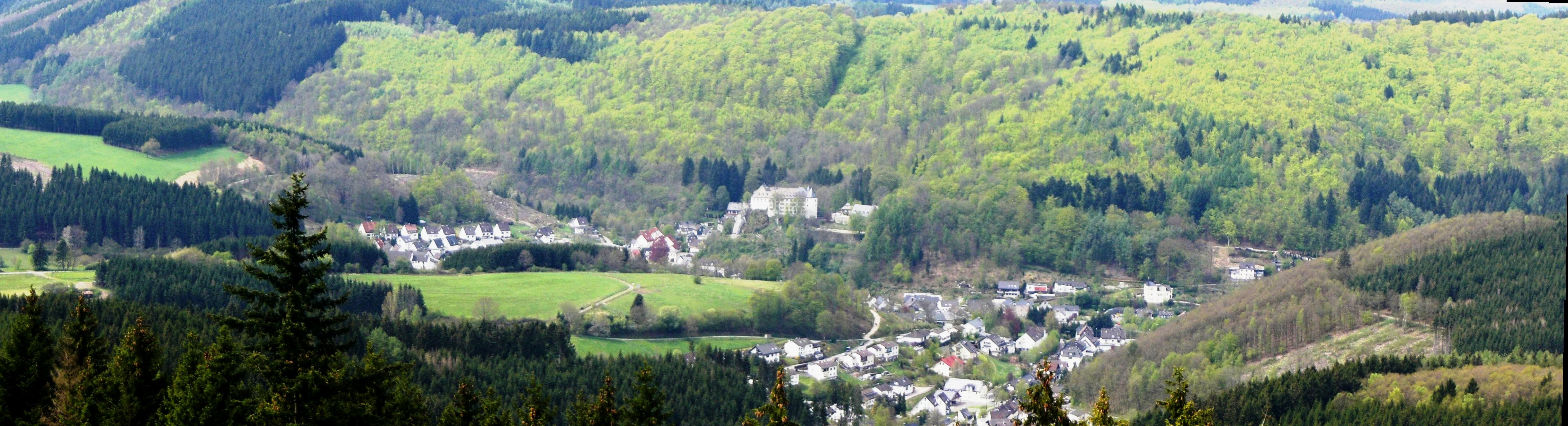
Blick auf Bilstein mit Naturschutzgebiet Bilstein/Rosenberg im Hintergrund

Das Naturschutzgebiet Bilstein/Rosenberg ist ein 136 ha großes Naturschutzgebiet (NSG) nördlich von Bilstein in der Gemeinde Lennestadt. Das NSG wurde von der Bezirksregierung Arnsberg 2011 per Verordnung erstmals als NSG ausgewiesen. Mit dem Landschaftsplan Nr. 5 Rothaarvorhöhen zwischen Olpe und Altenhundem wurde das NSG 2020 vom Kreistag des Kreises Olpe erneut ausgewiesen.
Das NSG beginnt direkt am Dorfrand.

## Beschreibung

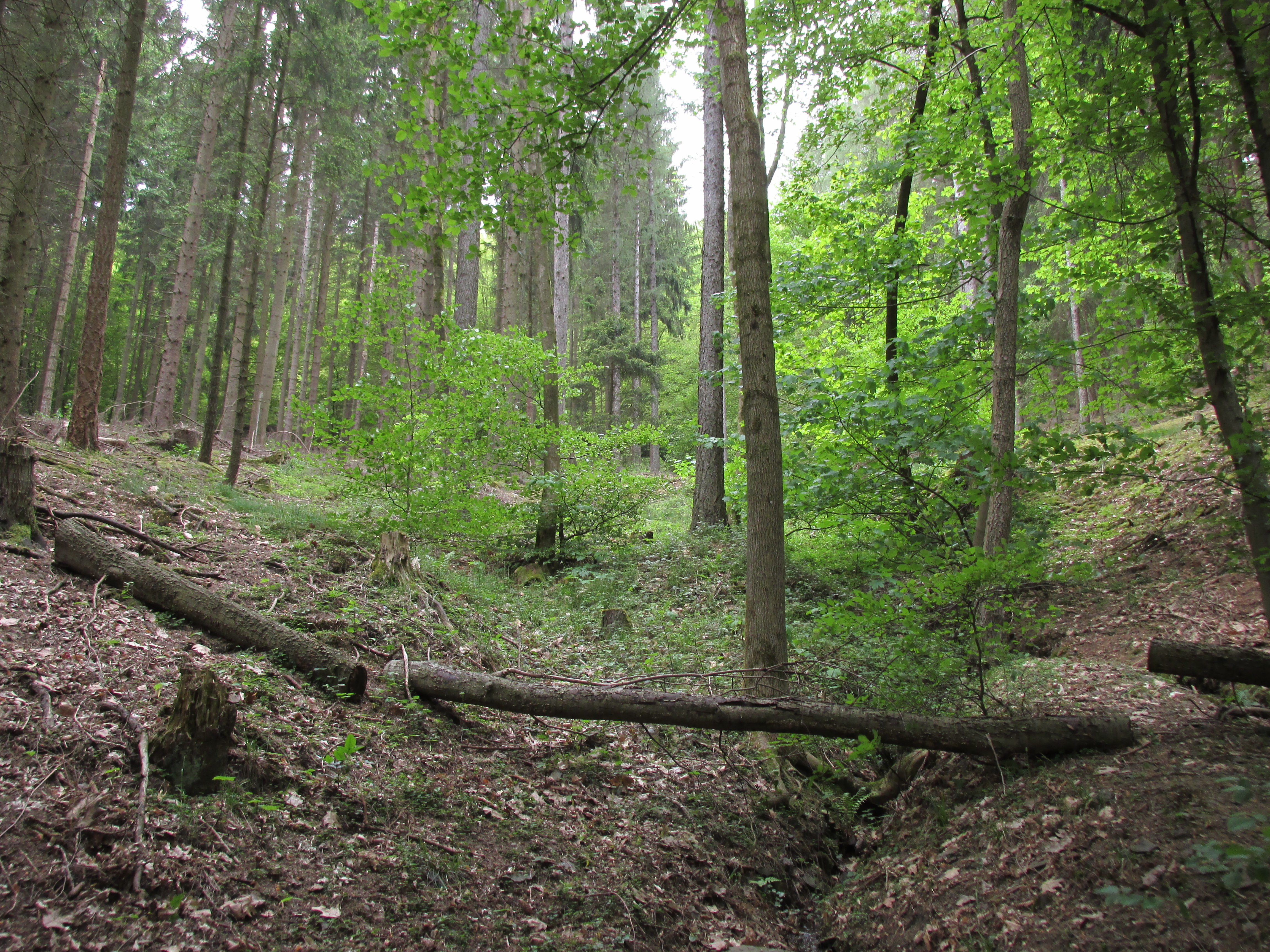
Blick in Teilbereich des NSG

Es handelt sich um einen naturnahen Rotbuchen-Traubeneichenwald und Hainsimsen-Buchenwald mit typischer Hallenstruktur und Totholzanteilen. Es gibt auch Bereiche mit Fichten. Im NSG befinden sich Bereiche mit Felsen und Quellen. Höchste Berg im NSG ist der 483 m hohe Rosenberg.
Das Biotopkataster der LANUV führt zum Wert des NSG auf: „Das ausgedehnte Waldgebiet Bilstein-Rosenberg weist mit seinem hohen Laubwaldanteil und den Fels- und Quellbiotopen eine überregionale Bedeutung auf. Waldökologisch und waldgeschichtlich bedeutsam ist, dass hier stets eine hochwaldartige Bewirtschaftung des Waldes betrieben worden ist. Das großflächige und unzerschnittene Waldgebiet Bilstein-Rosenberg ist von herausragender Bedeutung im regionalen Biotopverbundsystem. Zentrales Schutzziel ist der Erhalt eines großen Laubwaldkomplexes mit naturnahen Waldgesellschaften unter Einschluss der Quell- und Felsbiotope.“

## Pflanzenarten im NSG
Auswahl vom Landesamt für Natur, Umwelt und Verbraucherschutz Nordrhein-Westfalen dokumentierte Pflanzenarten, ohne Gehölze, im Gebiet: Ährige Teufelskralle, Bachbunge, Bärlauch, Besenheide, Bitteres Schaumkraut, Buschwindröschen, Draht-Schmiele, Echter Wurmfarn, Echtes Mädesüß, Einblütiges Perlgras, Flatter-Binse, Frauenfarn, Fuchssches Greiskraut, Gegenblättriges Milzkraut, Gemeiner Efeu, Gewöhnlicher Dornfarn, Gewöhnlicher Tüpfelfarn, Hain-Sternmiere, Heidelbeere, Kriechender Günsel, Maiglöckchen, Quirlblättrige Weißwurz, Sumpf-Labkraut, Wald-Bingelkraut, Wald-Flattergras, Wald-Schaumkraut, Wald-Segge, Waldmeister, Weißliche Hainsimse, Winkel-Segge und Zerbrechlicher Blasenfarn.

## Schutzzweck
Das NSG soll dieses Waldgebiet mit Buchen- und Eichenwäldern sowie dessen landschaftsraumtypischer Tier- und Pflanzenarten schützen. Wie bei allen Naturschutzgebieten in Deutschland wurde in der Schutzausweisung darauf hingewiesen, dass das Gebiet „wegen der Seltenheit, besonderen Eigenart und Schönheit des Gebietes“ zum Naturschutzgebiet erklärt wurde.